# Spilus
Spilus is een geslacht van kevers uit de familie  
kniptorren (Elateridae).
Het geslacht is voor het eerst wetenschappelijk beschreven in 1859 door Candèze.

## Soorten
Het geslacht omvat de volgende soorten:
- Spilus africanus Schwarz
- Spilus atractomorphus Candèze, 1859
- Spilus brevis Candèze, 1881
- Spilus ciliaticornis Champion, 1894
- Spilus crassus Candèze, 1900
- Spilus laevigatus Candèze, 1859
- Spilus nigricans Candèze, 1897
- Spilus nitidus Candèze, 1859
- Spilus rubidus Candèze, 1859